# Велика (Чакор)
Вижте пояснителната страница за други значения на Велика.
Велика (на сръбски: Велика) е село в Черна гора, част от Община Плав. То е високопланинско.
Населението на селото през 2011 година е 417 души, предимно етнически сърби.
Велика е единственото сръбско село под Чакор. През селото преминава единствения пряк автомобилен път между Полимието в Черна гора и Косово - през масива на Проклетия и Чакор.

## История
За кратко, и по силата на Санстефанския мирен договор, Велика е част от Черна гора, която е обявена същата година за независима държава. Велика е присъединена към Кралство Черна гора по време на Балканската война.

## Култура
През 2014 г. във Велика е открита народна библиотека.

## Население
След ВСВ, Велика достига близо 1400 жители.
- 1948 – 1352 жители
- 1953 – 1368 жители
- 1961 – 1249 жители
- 1971 – 1059 жители
- 1981 – 717 жители
- 1991 – 504 жители
- 2003 – 417 жители

### Етнически състав
(2003)
- 312 (74,82 %) – сърби
- 103 (25,18 %) – черногорци

|  | Тази страница частично или изцяло представлява превод на страницата „Велика (Плав)“ в Уикипедия на сръбски. Оригиналният текст, както и този превод, са защитени от Лиценза „Криейтив Комънс – Признание – Споделяне на споделеното“, а за съдържание, създадено преди юни 2009 година – от Лиценза за свободна документация на ГНУ. Прегледайте историята на редакциите на оригиналната страница, както и на преводната страница, за да видите списъка на съавторите. ВАЖНО: Този шаблон се отнася единствено до авторските права върху съдържанието на статията. Добавянето му не отменя изискването да се посочват конкретни източници на твърденията, които да бъдат благонадеждни. |